# Art Cross
Art Cross (ur. 24 stycznia 1918 w Jersey City, zm. 15 kwietnia 2005 w La Porte) – amerykański kierowca wyścigowy który w latach 1952-1955 startował w wyścigach Indianapolis 500, zaliczanych do klasyfikacji Formuły 1. Jeździł w bolidzie konstrukcji Kurtis Kraft. Jego największym osiągnięciem jest druga pozycja w edycji 1953.